# Célula de electrólisis microbiana

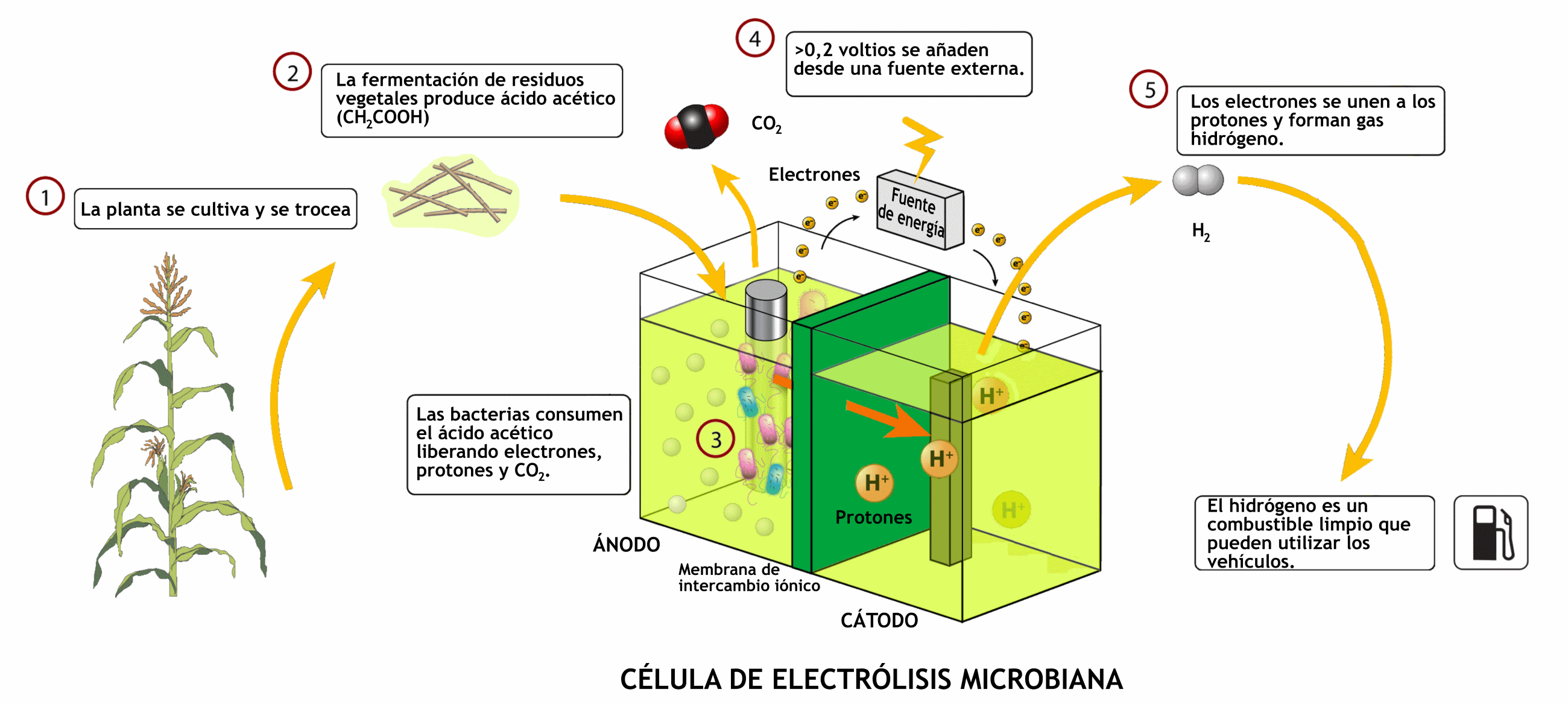
Una celda de electrólisis microbiana

Una celda de electrólisis microbiana (MEC por sus siglas en inglés ) es una tecnología relacionada con las celdas de combustible microbianas (MFC). Mientras que las MFC producen una corriente eléctrica a partir de la descomposición microbiana de compuestos orgánicos, las MEC invierten parcialmente el proceso para generar hidrógeno o metano a partir de material orgánico mediante la aplicación de una corriente eléctrica. Idealmente, la corriente eléctrica sería producida por una fuente de energía renovable. El hidrógeno o el metano producido se puede utilizar para producir electricidad mediante una pila de combustible PEM adicional o un motor de combustión interna.

## Células de electrólisis microbiana
Los sistemas MEC se basan en una serie de componentes:
Microorganismos: están adheridos al ánodo. La identidad de los microorganismos determina los productos y la eficiencia de la MEC.
Materiales: El material del ánodo de una MEC puede ser el mismo que el de una MFC, como tela de carbono, papel de carbono, fieltro de grafito, gránulos de grafito o cepillos de grafito. El platino puede utilizarse como catalizador para reducir el sobrepotencial necesario para la producción de hidrógeno. El elevado coste del platino está impulsando la investigación de los biocátodos como alternativa. O como otra alternativa para el catalizador, las placas de acero inoxidable se utilizaron como materiales de cátodo y ánodo. Otros materiales son las membranas (aunque algunas MEC no tienen membrana) y los tubos y sistemas de recogida de gases.

## Generación de hidrógeno
Los microorganismos electrogénicos que consumen una fuente de energía (como el ácido acético) liberan electrones y protones, creando un potencial eléctrico de hasta 0,3 voltios. En una MFC convencional, este voltaje se usa para generar energía eléctrica. En una MEC, se suministra un voltaje adicional a la celda desde una fuente externa. El voltaje combinado es suficiente para reducir los protones, produciendo gas hidrógeno. Como parte de la energía para esta reducción se deriva de la actividad bacteriana, la energía eléctrica total que debe suministrarse es menor que para la electrólisis del agua en ausencia de microbios. La producción de hidrógeno ha alcanzado hasta 3,12 m3 H2/m3d (metros cúbicos por día) con una tensión de entrada de 0,8 voltios. La eficiencia de la producción de hidrógeno depende de qué sustancias orgánicas se utilicen. El ácido láctico y acético alcanzan una eficiencia del 82%, mientras que los valores para la celulosa o la glucosa sin pretratar se acercan al 63%.La eficiencia de la electrólisis normal del agua es del 60 al 70 por ciento. A medida que las MEC convierten la biomasa inutilizable en hidrógeno utilizable, pueden producir un 144 % más de energía utilizable de la que consumen como energía eléctrica.Dependiendo de los organismos presentes en el cátodo, las MEC también pueden producir metano por un mecanismo relacionado.

## Usos
Tanto el hidrógeno como el metano pueden utilizarse como alternativas a los combustibles fósiles en motores de combustión interna o para la generación de energía. Al igual que las MFC o las plantas de producción de bioetanol, las MEC tienen el potencial de convertir la materia orgánica residual en una valiosa fuente de energía. El hidrógeno también puede combinarse con el nitrógeno del aire para producir amoniaco, que puede utilizarse para fabricar fertilizantes amoniacales. El amoníaco se ha propuesto como una alternativa práctica a los combustibles fósiles para los motores de combustión interna.